# Traditori
Traditori è l'ultimo romanzo poliziesco scritto nel 2005 da Ed McBain, pubblicato postumo in Italia nel 2008, che appartiene alla serie dei romanzi dell'87º Distretto interrotta a causa della morte dell'autore nel 2005.

## Trama
Il romanzo inizia con l'omicidio di un violinista cieco, veterano della guerra del Vietnam. I detective, incaricati dell'indagine , setacciano i locali dove si esibiva il violinista anche seguendo una pista di spaccio di droga sottobanco. Avvengono altri cinque omicidi e inizialmente i detective non hanno molte idee sul colpevole, poi scoprono un elemento ricorrente: l'utilizzo di una pistola Glock. Seguendo questa pista scoprono che l'assassino ha l'abitudine di sfruttare i servigi di una prostituta. Risalendo a lei arrivano a un uomo, coetaneo della prima vittima, e scoprono anche che il killer conosceva tutte le sue vittime che uccideva per vendicarsi di un torto subito.

## Edizioni
- Ed McBain, Traditori, traduzione di Nicoletta Lamberti, Arnoldo Mondadori Editore, 2008,  p. 305, ISBN 978-88-04-58004-1.